# Ultra (album, Laura Põldvere)
Ultra je druhé studiové album estonské zpěvačky Laury Põldvere. Album bylo v Estonsku oficiálně vydáno 8. prosince 2009 pod hudebním vydavatelstvím Moonwalk Records. První singl alba s názvem „Destiny“ zazněl během estonského národního kola Eesti Laul 2010, kde se umístil na 3. místě.

## Seznam skladeb
1. Sprei — 4:06
2. Ultra — 4:48
3. Valgusliblikad — 3:26
4. Pühakud — 4:11
5. Ekvalaiser — 4:09
6. Udune pühapäev — 3:36
7. Südasuve rohtunud teed — 5:08
8. Destiny — 3:49
9. Joystick — 3:08
10. Miami — 3:33
11. Kustuta kuuvalgus — 4:59
12. Maailm räägib — 4:04
13. Kivilinn — 4:33
14. Sädemeid taevast — 3:50

## Singly
1. Destiny
2. Südasuve rohtunud teed
3. Võid kindel olla
4. Kustuta kuuvalgus
5. Sädemeid taevast